# Camponotus debellator
Camponotus debellator é uma espécie de inseto do gênero Camponotus, pertencente à família Formicidae.